# Holovousy (Hradec Králové)
Holovousy é uma comuna checa localizada na região de Hradec Králové, distrito de Jičín‎.